# Galloanserae
I galloanseri (Galloanserae) sono un clade comprendente i due cladi (Galliformes) e (Anseriformes). 
Gli studi sulle similitudini anatomiche e molecolari suggeriscono che questi due gruppi sono strettamente imparentati da un punto di vista evolutivo.

## Evoluzione
I galloanseri furono il primo clade  di neognati conosciuti, e forse tutti gli altri cladi si sono evoluti da questo. Dagli scarsi fossili che sono stati finora recuperati si è intuito che era già largamente diffuso - infatti forma il gruppo principale dei moderni uccelli - fin dalla fine del Cretaceo, ipotesi, questa, al giorno d'oggi, generalmente accettata da tutti. Fossili come Vegavis indicano anseriformi relativamente moderni - appartenenti, nonostante tutto, a una linea estinta al giorno d'oggi - erano contemporanei dei dinosauri non-aviani. Diversamente dai galliformi, più conservatori da un punto di vista morfologico, gli anseriformi si sono adattati ad un'alimentazione basata sul filtraggio e sono caratterizzati da un grande numero di autapomorfie in relazione al proprio stile di vita. I sistemi di nutrizione estremamente avanzati degli anseriformi, insieme alle similitudini dell'antico anseriforme Presbyornis con i pivieri, hanno fatto classificare da alcuni scienziati del passato gli anseriformi con i caradriiformi. Comunque, un valido supporto al raggruppamento dei galloanseri è emerso in tempi più recenti grazie agli studi basati su nuove analisi molecolari e morfologiche; il clade Galloanserae continua ad essere accettato come una genuina linea evolutiva dalla maggior parte degli scienziati.